# 양관우
양관우(1948년~)는 대한민국의 방송인이다.

## 학력
- 서강대학교 신문방송학과 학사

## 경력
- KBS 편성본부 운영팀장
- KBS 외주제작국 애니메이션 운영사업팀장
- 한국방송광고진흥공사 공익광고협의회 자문위원
- KBS 시청자센터 시청자사업실장
- KBS 시청자센터 시청자담당국장
- KBS 수원센터 교수
- KBS 심의평가실 자문위원 (본부장급)